# Манавату-Уонгануи (регион)
Манавату-Уонгануи (на английски: Manawatu-Wanganui) е един от 16-те региона на Нова Зеландия. Населението му е 243 700 жители (по приблизителна оценка от юни 2018 г.), а площта му е 22 215 кв. км. През северозападната част на региона тече най-дългата плавателна река в Нова Зеландия – река Уонгануи. БВП на региона е 5,594 милиарда щ.д., 4% от БВП на Нова Зеландия.